# Corrinea delicata
Corrinea delicata är en skalbaggsart som beskrevs av Wooldridge 1980. Corrinea delicata ingår i släktet Corrinea och familjen lerstrandbaggar. Inga underarter finns listade i Catalogue of Life.